# Agrodiaetus caerulea
Agrodiaetus caerulea är en fjärilsart som beskrevs av Otto Staudinger 1871. Agrodiaetus caerulea ingår i släktet Agrodiaetus och familjen juvelvingar. Inga underarter finns listade i Catalogue of Life.